# Château de Chambes
Le château de Chambes est situé à Roumazières-Loubert au bord de la Charente.

## Architecture
Il a été reconstruit au XVIe siècle sur des murs existants comme le montre sa façade encadrée de deux tours gauchie par un angle saillant. Le pavillon carré à toit pyramidal serait plus récent. Le château a gardé du XIIIe siècle deux petites tours d'entrée de l'ancienne enceinte fortifiée.
En 2008, le château a été acheté par l'imitateur Yves Lecoq qui y a aménagé des chambres d'hôtes,.
Le château fait l’objet d’une inscription au titre des monuments historiques depuis le 8 décembre 2009.

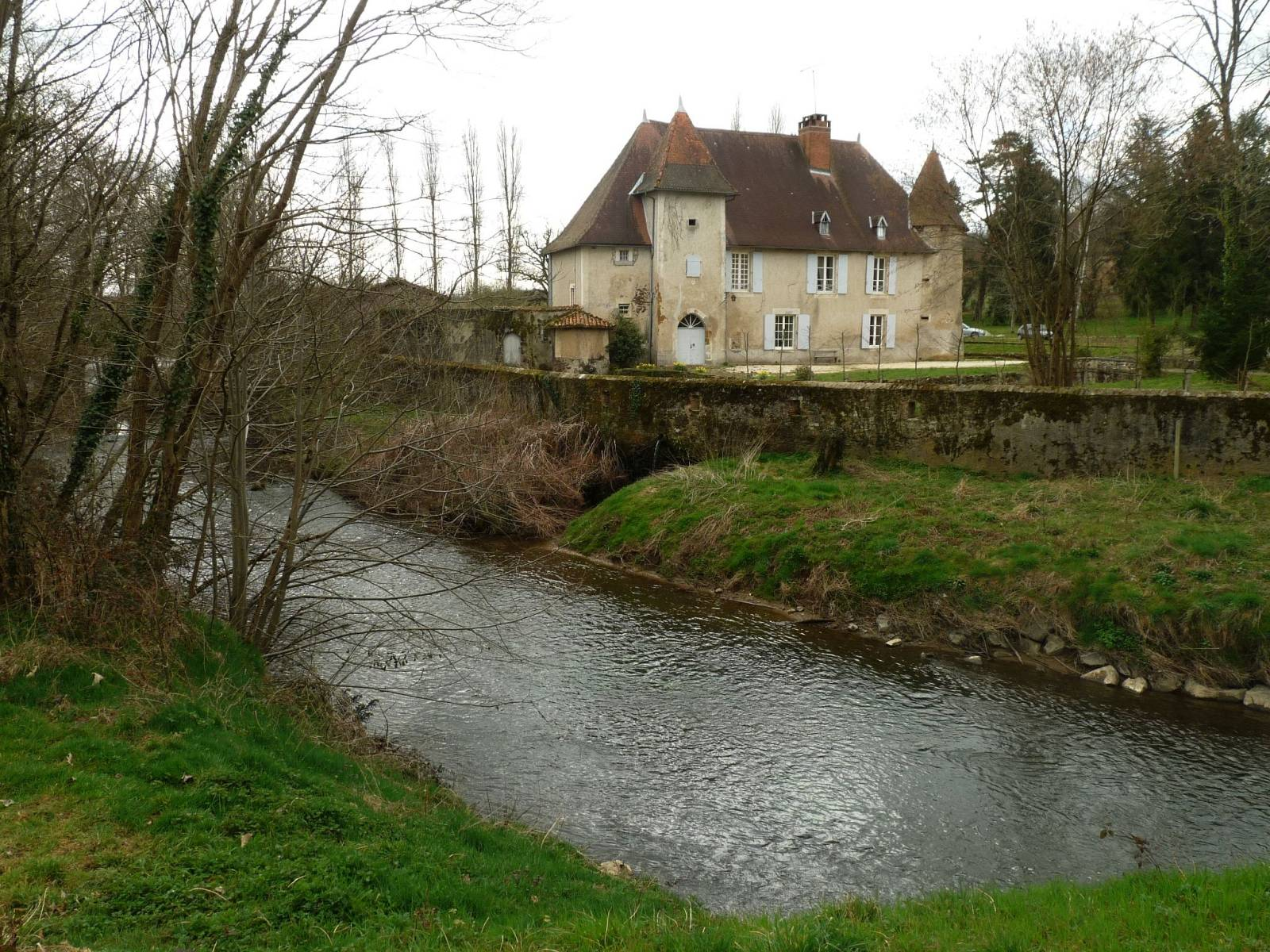
Le château au bord de la Charente.